# 伊佐津川
伊佐津川（いさづがわ）は、京都府の主に舞鶴市を流れる二級水系の本流。

## 地理
京都府舞鶴市と綾部市の境にある弥仙山（標高664m）の南に源を発し、西舞鶴市街地を通り舞鶴湾へ注ぐ。

## 特徴
下流の河川敷では、サクラやツツジなどの花が楽しめるほか、サイクリングロードや河川敷公園も整備されている。
また、河口付近には漁協や水産系の協同組合などが立地しており、市場ではセリが行われている。
中流付近では、アユの友釣りや刺し網、投網漁の格好の場となっており、組合が発行する漁獲許可証を持つ人のみアユ漁ができる。

## 流域の自治体
京都府
綾部市、舞鶴市

## 主な支流
- 青谷川
- 池内川 - 寺田川、- 池ノ内下川
- 天清川
- 米田川